# Пена, Афонсу
Это статья о бразильском государственном деятеле.
Статью об аэропорте Афонсу Пена см. Афонсу Пена (аэропорт).
Афо́нсу Аугу́сту Море́йра Пе́на (порт. Afonso Augusto Moreira Pena; 30 ноября 1847, Санта-Барбара, Минас-Жерайс, Бразильская империя — 14 июня 1909, Рио-де-Жанейро, Бразилия) — бразильский государственный деятель, адвокат, шестой президент Бразилии (1906—1909).
Афонсу Пена — единственный член Императорского кабинета Педру II, ставший впоследствии президентом Бразилии.

## Начало карьеры
Родился в городке Санта-Барбара в штате Минас-Жерайс в семье Жозе Тейшеры Пены, выходца из Португалии.
Окончив в 1870 году Юридический факультет университета Сан-Паулу, в 1892 году стал одним из основателей и директором Факультета свободы права Минас-Жерайса (ныне Факультет права Федерального университета штата Минас-Жерайс).
В 1874 году Пена получил мандат депутата от штата Минас-Жерайс. 
Занимал ряд министерских постов:
- 1882 и 1884  гг. — военный министр,
- 1883—1884 гг. — министр сельского хозяйства и транспорта,
- 1885 г. — министр юстиции.

С 1892 по 1894 год занимал пост губернатора штата Минас-Жерайс (был первым избранным губернатором штата). Перенёс столицу штата из Ору-Прету в Белу-Оризонти.
В 1895—1898 годах был президентом Банка Бразилии. 
С 1902 по 1906 годы являлся президентом Сената Бразилии.

## На посту президента
В 1903 году становится вице-президентом Бразилии в администрации Франсиску Родригиса Алвиса, а на следующих выборах, в 1906 году был избран президентом. На министерские посты назначил образованных молодых людей, которых общественное мнение называло «детским садом», задачей которых было проводить в жизнь решения опытного главы государства. 
Будучи президентом, Пена проводил «политику кофе с молоком», которая заключалась в поддержке интересов крупных штатов — Сан-Паулу (кофейная промышленность) и Минас-Жерайса (молочная промышленность). В годы его президентства начались государственные закупки кофе для предотвращения падения цен.
В целях освоения огромной территории страны Пена активно поддерживал строительство железных дорог. В страну активно приглашались эмигранты из Европы: только в 1908 году в Бразилию на постоянное место жительства приехало свыше 100 тысяч человек, большинство которых эмигрировало из Италии.
Кроме того, при Пене была проведена модернизация армии: с 1908 года воинская служба стала обязательной. В том же году была организована огромная по масштабам того времени Национальная выставка, которая была посвящена столетию закона об открытии портов Бразилии для свободной торговли и проводилась с целью показать достижения Бразилии за этот период.
Скончался 14 июня 1909 года до окончания президентского срока и похоронен на кладбище Святого Иоанна Крестителя в Рио-де-Жанейро.
После его смерти пост президента занял вице-президент Нилу Песанья.

## Память
Именем Афонсу Пены названы главная авеню Белу-Оризонти и международный аэропорт Куритибы, а также города Пенаполис (штат Сан-Паулу) и Консельейру-Пена (штат Минас-Жерайс).